# Podi della XXXIII Olimpiade
Le giornate dei Giochi della XXXIII Olimpiade, che si sono svolti a Parigi tra il 27 luglio e l'11 agosto 2024, sono state scandite dall'assegnazione delle medaglie nei 329 eventi dei 32 sport in programma. Di seguito sono riportati i podi giorno per giorno come da calendario. Per le discipline con due o più atleti (dai tuffi sincronizzati al calcio) si parla di squadra e la medaglia va assegnata alla nazione. Nel caso di atleta singolo è riportato nome e cognome, nel caso di atleti della Cina, Corea del Sud e Vietnam si riporta prima il cognome e poi il nome, come loro tradizione onomastica.

## 1ª giornata (27 luglio)
| Disciplina        | Evento                                     | Oro             | Argento                 | Bronzo                            |
| ----------------- | ------------------------------------------ | --------------- | ----------------------- | --------------------------------- |
| Ciclismo          | Cronometro femminile                       | Grace Brown     | Anna Henderson          | Chloé Dygert                      |
| Ciclismo          | Cronometro maschile                        | Remco Evenepoel | Filippo Ganna           | Wout Van Aert                     |
| Judo              | 48 kg femminile                            | Natsumi Tsunoda | Bavuudorjiin Baasankhüü | Shirine Boukli Tara Babulfath     |
| Judo              | 60 kg maschile                             | Yeldos Smetov   | Luka Mkheidze           | Ryuju Nagayama Francisco Garrigos |
| Nuoto             | 400 m stile libero femminili               | Ariarne Titmus  | Summer McIntosh         | Katie Ledecky                     |
| Nuoto             | 400 m stile libero maschili                | Lukas Märtens   | Elijah Winnington       | Kim Woo-min                       |
| Nuoto             | Staffetta 4x100 m stile libero femminile   | Australia       | Stati Uniti             | Cina                              |
| Nuoto             | Staffetta 4x100 m stile libero maschile    | Stati Uniti     | Australia               | Italia                            |
| Rugby a 7         | Torneo maschile                            | Francia         | Figi                    | Sudafrica                         |
| Scherma           | Sciabola individuale maschile              | Oh Sang-uk      | Farès Ferjani           | Luigi Samele                      |
| Scherma           | Spada individuale femminile                | Vivian Kong     | Auriane Mallo-Breton    | Eszter Muhari                     |
| Tiro a segno/volo | Carabina 10 metri aria compressa a squadre | Cina            | Corea del Sud           | Kazakistan                        |
| Tuffi             | Trampolino 3 metri sincro femminile        | Cina            | Stati Uniti             | Gran Bretagna                     |

## 2ª giornata (28 luglio)
| Disciplina        | Evento                                    | Oro                    | Argento               | Bronzo                           |
| ----------------- | ----------------------------------------- | ---------------------- | --------------------- | -------------------------------- |
| Canoa/kayak       | Slalom K1 femminile                       | Jessica Fox            | Klaudia Zwolińska     | Kimberley Woods                  |
| Ciclismo          | Cross country femminile                   | Pauline Ferrand-Prévot | Haley Batten          | Jenny Rissveds                   |
| Judo              | 52 kg femminile                           | Diyora Keldiyorova     | Distria Krasniqi      | Larissa Pimenta Amandine Buchard |
| Judo              | 66 kg maschile                            | Hifumi Abe             | Willian Lima          | Ğūsman Qyrğyzbaev Denis Vieru    |
| Nuoto             | 100 m rana maschili                       | Nicolò Martinenghi     | Nic Fink Adam Peaty   | Non assegnato                    |
| Nuoto             | 400 m misti maschili                      | Léon Marchand          | Matsushita Tomoyuki   | Carson Foster                    |
| Nuoto             | 100 m farfalla femminili                  | Torri Huske            | Gretchen Walsh        | Zhang Yufei                      |
| Scherma           | Fioretto individuale femminile            | Lee Kiefer             | Lauren Scruggs        | Eleanor Harvey                   |
| Scherma           | Spada individuale maschile                | Koki Kano              | Yannick Borel         | Mohamed El-Sayed                 |
| Skateboard        | Street femminile                          | Coco Yoshizawa         | Liz Akama             | Rayssa Leal                      |
| Tiro a segno/volo | Pistola 10 metri aria compressa femminile | Oh Ye-jin              | Kim Ye-ji             | Manu Bhaker                      |
| Tiro a segno/volo | Pistola 10 metri aria compressa maschile  | Xie Yu                 | Federico Nilo Maldini | Paolo Monna                      |
| Tiro con l'arco   | Squadre femminile                         | Corea del Sud          | Cina                  | Messico                          |

## 3ª giornata (29 luglio)
| Disciplina           | Evento                                     | Oro                | Argento            | Bronzo                               |
| -------------------- | ------------------------------------------ | ------------------ | ------------------ | ------------------------------------ |
| Canoa/kayak          | Slalom C1 maschile                         | Nicolas Gestin     | Adam Burgess       | Matej Beňuš                          |
| Ciclismo             | Cross country maschile                     | Thomas Pidcock     | Victor Koretzky    | Alan Hatherly                        |
| Equitazione          | Concorso completo individuale              | Michael Jung       | Christopher Burton | Laura Collett                        |
| Equitazione          | Concorso completo a squadre                | Gran Bretagna      | Francia            | Giappone                             |
| Ginnastica artistica | Concorso a squadre maschile                | Giappone           | Cina               | Stati Uniti                          |
| Judo                 | 57 kg femminile                            | Christa Deguchi    | Huh Mi-mi          | Haruka Funakubo Sarah-Léonie Cysique |
| Judo                 | 73 kg maschile                             | Hidayet Heydarov   | Joan-Benjamin Gaba | Adil Osmanov Soichi Hashimoto        |
| Nuoto                | 100 m rana femminili                       | Tatjana Smith      | Tang Qianting      | Mona McSharry                        |
| Nuoto                | 100 m dorso maschili                       | Thomas Ceccon      | Xu Jiayu           | Ryan Murphy                          |
| Nuoto                | 200 m stile libero femminili               | Mollie O'Callaghan | Ariarne Titmus     | Siobhán Haughey                      |
| Nuoto                | 200 m stile libero maschili                | David Popovici     | Matthew Richards   | Luke Hobson                          |
| Nuoto                | 400 m misti femminili                      | Summer McIntosh    | Katie Grimes       | Emma Weyant                          |
| Scherma              | Fioretto individuale maschile              | Cheung Ka Long     | Filippo Macchi     | Nick Itkin                           |
| Scherma              | Sciabola individuale femminile             | Manon Brunet       | Sara Balzer        | Olga Kharlan                         |
| Skateboard           | Street maschile                            | Yuto Horigome      | Jagger Eaton       | Nyjah Huston                         |
| Tiro a segno/volo    | Carabina 10 metri aria compressa femminile | Ban Hyo-jin        | Huang Yuting       | Audrey Gogniat                       |
| Tiro a segno/volo    | Carabina 10 metri aria compressa maschile  | Sheng Lihao        | Victor Lindgren    | Miran Maričić                        |
| Tiro con l'arco      | Squadre maschile                           | Corea del Sud      | Francia            | Turchia                              |
| Tuffi                | Piattaforma 10 m sincro maschile           | Cina               | Gran Bretagna      | Canada                               |

## 4ª giornata (30 luglio)
| Disciplina           | Evento                                    | Oro             | Argento              | Bronzo                           |
| -------------------- | ----------------------------------------- | --------------- | -------------------- | -------------------------------- |
| Ginnastica artistica | Concorso a squadre femminile              | Stati Uniti     | Italia               | Brasile                          |
| Judo                 | 63 kg femminile                           | Andreja Leški   | Prisca Awiti Alcaraz | Clarisse Agbegnenou Laura Fazliu |
| Judo                 | 81 kg maschile                            | Takanori Nagase | Tato Grigalashvili   | Lee Joon-hwan Somon Makhmadbekov |
| Nuoto                | 100 m dorso femminili                     | Kaylee McKeown  | Regan Smith          | Katharine Berkoff                |
| Nuoto                | 800 m stile libero maschili               | Daniel Wiffen   | Robert Finke         | Gregorio Paltrinieri             |
| Nuoto                | Staffetta 4x200 m stile libero maschile   | Gran Bretagna   | Stati Uniti          | Australia                        |
| Rugby a 7            | Torneo femminile                          | Nuova Zelanda   | Canada               | Stati Uniti                      |
| Scherma              | Spada a squadre femminile                 | Italia          | Francia              | Polonia                          |
| Tennistavolo         | Doppio misto                              | Cina            | Corea del Nord       | Corea del Sud                    |
| Tiro a segno/volo    | Pistola 10 metri aria compressa a squadre | Serbia          | Turchia              | India                            |
| Tiro a segno/volo    | Trap maschile                             | Nathan Hales    | Qi Ying              | Jean Pierre Brol                 |

## 5ª giornata (31 luglio)
| Disciplina           | Evento                            | Oro                 | Argento                    | Bronzo                                       |
| -------------------- | --------------------------------- | ------------------- | -------------------------- | -------------------------------------------- |
| Canoa/kayak          | Slalom C1 femminile               | Jessica Fox         | Elena Lilik                | Evy Leibfarth                                |
| Canottaggio          | 4 di coppia femminile             | Gran Bretagna       | Paesi Bassi                | Germania                                     |
| Canottaggio          | 4 di coppia maschile              | Paesi Bassi         | Italia                     | Polonia                                      |
| Ciclismo             | BMX freestyle femminile           | Deng Yawen          | Perris Benegas             | Natalya Diehm                                |
| Ciclismo             | BMX freestyle maschile            | José Torres Gil     | Kieran Darren David Reilly | Anthony Jeanjean                             |
| Ginnastica artistica | Concorso individuale maschile     | Shinnosuke Oka      | Zhang Boheng               | Xiao Ruoteng                                 |
| Judo                 | 70 kg femminile                   | Barbara Matic       | Miriam Butkereit           | Michaela Polleres Gabriella Willems          |
| Judo                 | 90 kg maschile                    | Lasha Bekauri       | Sanshiro Murao             | Maxime-Gaël Ngayap Hambou Theodoros Tselidis |
| Nuoto                | 100 m stile libero femminili      | Sarah Sjöström      | Torri Huske                | Siobhán Haughey                              |
| Nuoto                | 100 m stile libero maschili       | Pan Zhanle          | Kyle Chalmers              | David Popovici                               |
| Nuoto                | 200 m farfalla maschili           | Léon Marchand       | Kristof Milak              | Ilya Kharun                                  |
| Nuoto                | 200 m rana maschili               | Léon Marchand       | Zac Stubblety-Cook         | Caspar Corbeau                               |
| Nuoto                | 1500 m stile libero femminili     | Katie Ledecky       | Anastasija Kirpičnikova    | Isabel Gose                                  |
| Scherma              | Sciabola a squadre maschile       | Corea del Sud       | Ungheria                   | Francia                                      |
| Tiro a segno/volo    | Trap femminile                    | Adriana Ruano Oliva | Silvana Stanco             | Penny Smith                                  |
| Triathlon            | Gara femminile                    | Cassandre Beaugrand | Julie Derron               | Beth Potter                                  |
| Triathlon            | Gara maschile                     | Alex Yee            | Hayden Wilde               | Léo Bergère                                  |
| Tuffi                | Piattaforma 10 m sincro femminile | Cina                | Corea del Nord             | Gran Bretagna                                |

## 6ª giornata (1º agosto)
| Disciplina           | Evento                                   | Oro                 | Argento            | Bronzo                               |
| -------------------- | ---------------------------------------- | ------------------- | ------------------ | ------------------------------------ |
| Atletica leggera     | Marcia 20 km femminile                   | Yang Jiayu          | María Pérez        | Jemima Montag                        |
| Atletica leggera     | Marcia 20 km maschile                    | Brian Pintado       | Caio Bonfim        | Álvaro Martín                        |
| Canoa/kayak          | Slalom K1 maschile                       | Giovanni De Gennaro | Titouan Castryck   | Pau Echaniz                          |
| Canottaggio          | 2 di coppia femminile                    | Nuova Zelanda       | Romania            | Gran Bretagna                        |
| Canottaggio          | 2 di coppia maschile                     | Romania             | Paesi Bassi        | Irlanda                              |
| Canottaggio          | 4 senza femminile                        | Paesi Bassi         | Gran Bretagna      | Nuova Zelanda                        |
| Canottaggio          | 4 senza maschile                         | Stati Uniti         | Nuova Zelanda      | Gran Bretagna                        |
| Ginnastica artistica | Concorso individuale femminile           | Simone Biles        | Rebeca Andrade     | Sunisa Lee                           |
| Judo                 | 78 kg femminile                          | Alice Bellandi      | Inbar Lanir        | Ma Zhenzhao Patricia Sampaio         |
| Judo                 | 100 kg maschile                          | Zelym Kotsoiev      | Ilia Sulamanidze   | Peter Paltchik Muzaffarbek Turoboyev |
| Nuoto                | 200 m dorso maschili                     | Hubert Kós          | Apostolos Christou | Roman Mityukov                       |
| Nuoto                | 200 m farfalla femminili                 | Summer McIntosh     | Regan Smith        | Zhang Yufei                          |
| Nuoto                | 200 m rana femminili                     | Kate Douglass       | Tatjana Smith      | Tes Schouten                         |
| Nuoto                | Staffetta 4x200 m stile libero femminile | Australia           | Stati Uniti        | Cina                                 |
| Scherma              | Fioretto a squadre femminile             | Stati Uniti         | Italia             | Giappone                             |
| Tiro a segno/volo    | Carabina 50 metri 3 posizioni maschile   | Liu Yukun           | Serhij Kuliš       | Swapnil Kusale                       |

## 7ª giornata (2 agosto)
| Disciplina        | Evento                                  | Oro              | Argento                 | Bronzo                         |
| ----------------- | --------------------------------------- | ---------------- | ----------------------- | ------------------------------ |
| Atletica leggera  | 10000 metri piani maschili              | Joshua Cheptegei | Berihu Aregawi          | Grant Fisher                   |
| Badminton         | Doppio misto                            | Cina             | Corea del Sud           | Giappone                       |
| Canottaggio       | 2 senza femminile                       | Paesi Bassi      | Romania                 | Australia                      |
| Canottaggio       | 2 senza maschile                        | Croazia          | Gran Bretagna           | Svizzera                       |
| Canottaggio       | 2 di coppia pesi leggeri femminile      | Gran Bretagna    | Romania                 | Grecia                         |
| Canottaggio       | 2 di coppia pesi leggeri maschile       | Irlanda          | Italia                  | Grecia                         |
| Ciclismo          | BMX corsa femminile                     | Saya Sakakibara  | Manon Veenstra          | Zoé Claessens                  |
| Ciclismo          | BMX corsa maschile                      | Joris Daudet     | Sylvain Andre           | Romain Mahieu                  |
| Equitazione       | Salto ostacoli a squadre                | Gran Bretagna    | Stati Uniti             | Francia                        |
| Ginnastica        | Trampolino elastico femminile           | Bryony Page      | Viyaleta Bardzilouskaya | Sophiane Methot                |
| Ginnastica        | Trampolino elastico maschile            | Ivan Litvinovich | Wang Zisai              | Yan Langyu                     |
| Judo              | +78 kg femminile                        | Beatriz Souza    | Raz Hershko             | Kim Ha-yun Romane Dicko        |
| Judo              | +100 kg maschile                        | Teddy Riner      | Kim Min-jong            | Temur Rakhimov Alisher Yusupov |
| Nuoto             | 50 m stile libero maschili              | Cameron McEvoy   | Benjamin Proud          | Florent Manaudou               |
| Nuoto             | 200 m dorso femminili                   | Kaylee McKeown   | Regan Smith             | Kylie Masse                    |
| Nuoto             | 200 m misti maschili                    | Léon Marchand    | Duncan Scott            | Wang Shun                      |
| Scherma           | Spada a squadre maschile                | Ungheria         | Giappone                | Rep. Ceca                      |
| Tennis            | Doppio misto                            | Rep. Ceca        | Cina                    | Canada                         |
| Tiro a segno/volo | Carabina 50 metri 3 posizioni femminile | Chiara Leone     | Sagen Maddalena         | Zhang Qiongyue                 |
| Tiro con l'arco   | Squadre miste                           | Corea del Sud    | Germania                | Stati Uniti                    |
| Tuffi             | Trampolino 3 m sincro maschile          | Cina             | Messico                 | Gran Bretagna                  |
| Vela              | 49erFX femminile                        | Paesi Bassi      | Svezia                  | Francia                        |
| Vela              | 49er maschile                           | Spagna           | Nuova Zelanda           | Stati Uniti                    |

## 8ª giornata (3 agosto)
| Disciplina           | Evento                        | Oro                | Argento              | Bronzo                |
| -------------------- | ----------------------------- | ------------------ | -------------------- | --------------------- |
| Atletica leggera     | 100 metri piani femminili     | Julien Alfred      | Sha'Carri Richardson | Melissa Jefferson     |
| Atletica leggera     | Staffetta 4×400 metri mista   | Paesi Bassi        | Stati Uniti          | Gran Bretagna         |
| Atletica leggera     | Decathlon                     | Markus Rooth       | Leo Neugebauer       | Lindon Victor         |
| Atletica leggera     | Getto del peso maschile       | Ryan Crouser       | Joe Kovacs           | Rajindra Campbell     |
| Atletica leggera     | Salto triplo femminile        | Thea Lafond        | Shanieka Ricketts    | Jasmine Moore         |
| Badminton            | Doppio femminile              | Cina               | Cina                 | Giappone              |
| Canottaggio          | Singolo femminile             | Karolien Florijn   | Emma Twigg           | Viktorija Senkutė     |
| Canottaggio          | Singolo maschile              | Oliver Zeidler     | Yauheni Zalaty       | Simon van Dorp        |
| Canottaggio          | Otto femminile                | Romania            | Canada               | Gran Bretagna         |
| Canottaggio          | Otto maschile                 | Gran Bretagna      | Paesi Bassi          | Stati Uniti           |
| Ciclismo             | Corsa in linea maschile       | Remco Evenepoel    | Valentin Madouas     | Christophe Laporte    |
| Equitazione          | Dressage a squadre            | Germania           | Danimarca            | Gran Bretagna         |
| Ginnastica artistica | Cavallo maschile              | Rhys McClenaghan   | Nariman Kurbanov     | Stephen Nedoroscik    |
| Ginnastica artistica | Corpo libero maschile         | Carlos Edriel Yulo | Artem Dolgopyat      | Jake Jarman           |
| Ginnastica artistica | Volteggio femminile           | Simone Biles       | Rebeca Andrade       | Jade Carey            |
| Judo                 | Squadre miste                 | Francia            | Giappone             | Brasile Corea del Sud |
| Nuoto                | 100 m farfalla maschili       | Kristóf Milák      | Joshua Liendo        | Ilya Kharun           |
| Nuoto                | 200 m misti femminili         | Summer McIntosh    | Kate Douglass        | Kaylee McKeown        |
| Nuoto                | 800 m stile libero femminili  | Katie Ledecky      | Ariarne Titmus       | Paige Madden          |
| Nuoto                | Staffetta 4x100 m misti mista | Stati Uniti        | Cina                 | Australia             |
| Scherma              | Sciabola a squadre femminile  | Ucraina            | Corea del Sud        | Giappone              |
| Tennis               | Doppio maschile               | Australia          | Stati Uniti          | Stati Uniti           |
| Tennis               | Singolare femminile           | Zheng Qinwen       | Donna Vekić          | Iga Świątek           |
| Tennistavolo         | Singolo femminile             | Chen Meng          | Sun Yingsha          | Hina Hayata           |
| Tiro a segno/volo    | Pistola 25 metri femminile    | Yang Ji-in         | Camille Jedrzejewski | Veronika Major        |
| Tiro a segno/volo    | Skeet maschile                | Vincent Hancock    | Conner Prince        | Lee Meng-yuan         |
| Tiro con l'arco      | Individuale femminile         | Lim Si-hyeon       | Nam Su-hyeon         | Lisa Barbelin         |
| Vela                 | IQFoil femminile              | Marta Maggetti     | Sharon Kantor        | Emma Wilson           |
| Vela                 | IQFoil maschile               | Tom Reuveny        | Grae Morris          | Luuc van Opzeeland    |

## 9ª giornata (4 agosto)
| Disciplina           | Evento                            | Oro                       | Argento                     | Bronzo                               |
| -------------------- | --------------------------------- | ------------------------- | --------------------------- | ------------------------------------ |
| Atletica leggera     | 100 metri piani maschili          | Noah Lyles                | Kishane Thompson            | Fred Kerley                          |
| Atletica leggera     | Lancio del martello maschile      | Ethan Katzberg            | Bence Halász                | Mychajlo Kochan                      |
| Atletica leggera     | Salto in alto femminile           | Jaroslava Mahučich        | Nicola Olyslagers           | Iryna Gerashchenko Eleanor Patterson |
| Badminton            | Doppio maschile                   | Taipei cinese             | Cina                        | Malaysia                             |
| Ciclismo             | Corsa in linea femminile          | Kristen Faulkner          | Marianne Vos                | Lotte Kopecky                        |
| Equitazione          | Dressage individuale              | Jessica von Bredow-Werndl | Isabell Werth               | Charlotte Fry                        |
| Ginnastica artistica | Anelli maschile                   | Liu Yang                  | Zou Jingyuan                | Eleutherios Petrounias               |
| Ginnastica artistica | Parallele asimmetriche femminile  | Kaylia Nemour             | Qiu Qiyuan                  | Sunisa Lee                           |
| Ginnastica artistica | Volteggio maschile                | Carlos Yulo               | Artur Davtjan               | Harry Hepworth                       |
| Golf                 | Torneo maschile                   | Scottie Scheffler         | Tommy Fleetwood             | Hideki Matsuyama                     |
| Nuoto                | 50 m stile libero femminili       | Sarah Sjöström            | Meg Harris                  | Zhang Yufei                          |
| Nuoto                | 1500 m stile libero maschili      | Robert Finke              | Gregorio Paltrinieri        | Daniel Wiffen                        |
| Nuoto                | Staffetta 4x100 m misti femminile | Stati Uniti               | Australia                   | Cina                                 |
| Nuoto                | Staffetta 4x100 m misti maschile  | Cina                      | Stati Uniti                 | Francia                              |
| Scherma              | Fioretto a squadre maschile       | Giappone                  | Italia                      | Francia                              |
| Tennis               | Doppio femminile                  | Italia                    | Atleti Individuali Neutrali | Spagna                               |
| Tennis               | Singolare maschile                | Novak Đoković             | Carlos Alcaraz              | Lorenzo Musetti                      |
| Tennistavolo         | Singolo maschile                  | Fan Zhendong              | Truls Möregårdh             | Félix Lebrun                         |
| Tiro a segno/volo    | Skeet femminile                   | Francisca Crovetto        | Amber Rutter                | Austen Smith                         |
| Tiro con l'arco      | Individuale maschile              | Kim Woo-jin               | Brady Ellison               | Lee Woo-seok                         |

## 10ª giornata (5 agosto)
| Disciplina           | Evento                               | Oro              | Argento             | Bronzo                      |
| -------------------- | ------------------------------------ | ---------------- | ------------------- | --------------------------- |
| Atletica leggera     | 800 metri piani femminili            | Keely Hodgkinson | Tsige Duguma        | Mary Moraa                  |
| Atletica leggera     | 5000 metri piani femminili           | Beatrice Chebet  | Faith Kipyegon      | Sifan Hassan                |
| Atletica leggera     | Lancio del disco femminile           | Valarie Allman   | Feng Bin            | Sandra Elkasevic            |
| Atletica leggera     | Salto con l'asta maschile            | Armand Duplantis | Sam Kendricks       | Emmanouīl Karalīs           |
| Badminton            | Singolo femminile                    | An Se-young      | He Bing Jiao        | Gregoria Mariska Tunjung    |
| Badminton            | Singolo maschile                     | Viktor Axelsen   | Kunlavut Vitidsarn  | Zii Jia Lee                 |
| Canoa/kayak          | Slalom K Cross femminile             | Noemie Fox       | Angèle Hug          | Kimberley Woods             |
| Canoa/kayak          | Slalom K Cross maschile              | Finn Butcher     | Joseph Clarke       | Noah Hegge                  |
| Ciclismo             | Velocità a squadre femminile         | Gran Bretagna    | Nuova Zelanda       | Germania                    |
| Ginnastica artistica | Corpo libero femminile               | Rebeca Andrade   | Simone Biles        | Ana Bărbosu                 |
| Ginnastica artistica | Parallele simmetriche maschile       | Zou Jingyuan     | Illia Kovtun        | Shinnosuke Oka              |
| Ginnastica artistica | Sbarra maschile                      | Shinnosuke Oka   | Ángel Barajas       | Zhang Boheng Tang Chia-Hung |
| Ginnastica artistica | Trave femminile                      | Alice D'Amato    | Zhou Yaqin          | Manila Esposito             |
| Pallacanestro        | Torneo 3x3 femminile                 | Germania         | Spagna              | Stati Uniti                 |
| Pallacanestro        | Torneo 3x3 maschile                  | Paesi Bassi      | Francia             | Lituania                    |
| Surf                 | Shortboard femminile                 | Caroline Marks   | Tatiana Weston-Webb | Johanne Defay               |
| Surf                 | Shortboard maschile                  | Kauli Vaast      | Jack Robinson       | Gabriel Medina              |
| Tiro a segno/volo    | Pistola 25 metri automatica maschile | Li Yuehong       | Cho Yeong-jae       | Wang Xinjie                 |
| Tiro a segno/volo    | Skeet a squadre                      | Italia           | Stati Uniti         | Cina                        |
| Triathlon            | Gara a squadre                       | Germania         | Stati Uniti         | Gran Bretagna               |

## 11ª giornata (6 agosto)
| Disciplina       | Evento                        | Oro                 | Argento              | Bronzo                           |
| ---------------- | ----------------------------- | ------------------- | -------------------- | -------------------------------- |
| Atletica leggera | 200 metri piani femminili     | Gabrielle Thomas    | Julien Alfred        | Brittany Brown                   |
| Atletica leggera | 1500 metri piani maschili     | Cole Hocker         | Josh Kerr            | Yared Nuguse                     |
| Atletica leggera | 3000 metri siepi femminili    | Winfred Yavi        | Peruth Chemutai      | Faith Cherotich                  |
| Atletica leggera | Lancio del martello femminile | Camryn Rogers       | Annette Echikunwoke  | Zhao Jie                         |
| Atletica leggera | Salto in lungo maschile       | Miltiadīs Tentoglou | Wayne Pinnock        | Mattia Furlani                   |
| Ciclismo         | Velocità a squadre maschile   | Paesi Bassi         | Gran Bretagna        | Australia                        |
| Equitazione      | Salto a ostacoli individuale  | Christian Kukuk     | Steve Guerdat        | Maikel van der Vleuten           |
| Lotta            | Greco-romana 60 kg maschile   | Kenichiro Fumita    | Cao Liguo            | Zholaman Sharshenbekov Ri Se-ung |
| Lotta            | Greco-romana 130 kg maschile  | Mijaín López        | Yasmani Acosta       | Amin Mirzazadeh Meng Lingzhe     |
| Lotta            | Libera 68 kg femminile        | Amit Elor           | Meerim Zhumanazarova | Nonoka Ozaki Buse Tosun          |
| Pugilato         | Pesi leggeri femminile        | Kellie Harrington   | Yang Wenlu           | Wu Shih-yi Beatriz Ferreira      |
| Skateboard       | Park femminile                | Arisa Trew          | Kokona Hiraki        | Sky Brown                        |
| Tuffi            | Piattaforma 10 m femminile    | Quan Hongchan       | Chen Yuxi            | Kim Mi-rae                       |

## 12ª giornata (7 agosto)
| Disciplina           | Evento                               | Oro                    | Argento              | Bronzo                               |
| -------------------- | ------------------------------------ | ---------------------- | -------------------- | ------------------------------------ |
| Arrampicata sportiva | Speed femminile                      | Aleksandra Mirosław    | Deng Lijuan          | Aleksandra Kałucka                   |
| Atletica leggera     | 400 metri piani maschili             | Quincy Hall            | Matthew Hudson-Smith | Muzala Samukonga                     |
| Atletica leggera     | 3000 metri siepi maschili            | Soufiane El Bakkali    | Kenneth Rooks        | Abraham Kibiwott                     |
| Atletica leggera     | Maratona di marcia a staffetta mista | Spagna                 | Ecuador              | Australia                            |
| Atletica leggera     | Lancio del disco maschile            | Rojé Stona             | Mykolas Alekna       | Matthew Denny                        |
| Atletica leggera     | Salto con l'asta femminile           | Nina Kennedy           | Katie Moon           | Alysha Newman                        |
| Ciclismo             | Inseguimento a squadre femminile     | Stati Uniti            | Nuova Zelanda        | Gran Bretagna                        |
| Ciclismo             | Inseguimento a squadre maschile      | Australia              | Gran Bretagna        | Italia                               |
| Lotta                | Greco-romana 77 kg maschile          | Nao Kusaka             | Demeu Zhadrayev      | Malkhas Amoyan Akzhol Makhmudov      |
| Lotta                | Greco-romana 97 kg maschile          | Mohammad Hadi Saravi   | Artur Aleksanyan     | Gabriel Rosillo Uzur Dzhuzupbekov    |
| Lotta                | Libera 50 kg femminile               | Sarah Hildebrandt      | Yusneylys Guzmán     | Yui Susaki Feng Ziqi                 |
| Nuoto artistico      | Gara a squadre                       | Cina                   | Stati Uniti          | Spagna                               |
| Pugilato             | Pesi leggeri maschile                | Erislandy Álvarez      | Sofiane Oumiha       | Wyatt Sanford Lasha Guruli           |
| Pugilato             | Pesi medi maschile                   | Oleksandr Khyzhniak    | Nurbek Oralbay       | Cristian Pinales Arlen López         |
| Skateboard           | Park maschile                        | Keegan Palmer          | Tom Schaar           | Augusto Akio                         |
| Sollevamento pesi    | 49 kg femminile                      | Hou Zhihui             | Mihaela Cambei       | Surodchana Khambao                   |
| Sollevamento pesi    | 61 kg maschile                       | Li Fabin               | Theerapong Silachai  | Hampton Morris                       |
| Taekwondo            | 49 kg femminile                      | Panipak Wongpattanakit | Guo Qing             | Lena Stojković Mobina Nematzadeh     |
| Taekwondo            | 58 kg maschile                       | Park Tae-joon          | Gashim Magomedov     | Mohamed Khalil Jendoubi Cyrian Ravet |
| Vela                 | ILCA 6 femminile                     | Marit Bouwmeester      | Anne-Marie Rindom    | Line Flem Hoest                      |
| Vela                 | ILCA 7 maschile                      | Matthew Wearn          | Pavlos Kontides      | Stefano Peschiera                    |

## 13ª giornata (8 agosto)
| Disciplina           | Evento                          | Oro                       | Argento            | Bronzo                                 |
| -------------------- | ------------------------------- | ------------------------- | ------------------ | -------------------------------------- |
| Arrampicata sportiva | Speed maschile                  | Veddriq Leonardo          | Wu Peng            | Sam Watson                             |
| Atletica leggera     | 110 metri ostacoli maschili     | Grant Holloway            | Daniel Roberts     | Rasheed Broadbell                      |
| Atletica leggera     | 200 metri piani maschili        | Letsile Tebogo            | Kenneth Bednarek   | Noah Lyles                             |
| Atletica leggera     | 400 metri ostacoli femminili    | Sydney McLaughlin-Levrone | Anna Cockrell      | Femke Bol                              |
| Atletica leggera     | Lancio del giavellotto maschile | Arshad Nadeem             | Neeraj Chopra      | Anderson Peters                        |
| Atletica leggera     | Salto in lungo femminile        | Tara Davis-Woodhall       | Malaika Mihambo    | Jasmine Moore                          |
| Canoa/kayak          | C2 500 metri maschile           | Cina                      | Italia             | Spagna                                 |
| Canoa/kayak          | K4 500 metri femminile          | Nuova Zelanda             | Germania           | Ungheria                               |
| Canoa/kayak          | K4 500 metri maschile           | Germania                  | Australia          | Spagna                                 |
| Ciclismo             | Keirin femminile                | Ellesse Andrews           | Hetty van de Wouw  | Emma Finucane                          |
| Ciclismo             | Omnium maschile                 | Benjamin Thomas           | Iúri Leitão        | Fabio Van Den Bossche                  |
| Hockey su prato      | Torneo maschile                 | Paesi Bassi               | Germania           | India                                  |
| Lotta                | Greco-romana 67 kg maschile     | Saeid Esmaeili            | Parviz Nasibov     | Hasrat Jafarov Luis Orta               |
| Lotta                | Greco-romana 87 kg maschile     | Semen Novikov             | Alireza Mohmadi    | Žan Belenjuk Turpal Bisultanov         |
| Lotta                | Libera 53 kg femminile          | Akari Fujinami            | Lucía Yépez Guzmán | Choe Hyo-gyong Pang Qianyu             |
| Nuoto                | Maratona 10 km femminile        | Sharon van Rouwendaal     | Moesha Johnson     | Ginevra Taddeucci                      |
| Pugilato             | Pesi gallo femminile            | Chang Yuan                | Hatice Akbaş       | Pang Chol-mi Im Ae-ji                  |
| Pugilato             | Pesi mosca maschile             | Hasanboy Dusmatov         | Billal Bennama     | Junior Alcántara Daniel Varela de Pina |
| Sollevamento pesi    | 59 kg femminile                 | Luo Shifang               | Maude Charron      | Kuo Hsing-chun                         |
| Sollevamento pesi    | 73 kg maschile                  | Rizki Juniansyah          | Weeraphon Wichuma  | Božidar Andreev                        |
| Taekwondo            | 57 kg femminile                 | Kim Yu-jin                | Nahid Kiani        | Skylar Park Kimia Alizadeh             |
| Taekwondo            | 68 kg maschile                  | Ulugbek Rashitov          | Zaid Kareem        | Liang Yushuai Edival Pontes            |
| Tuffi                | Trampolino 3 m maschile         | Xie Siyi                  | Wang Zongyuan      | Osmar Olvera                           |
| Vela                 | 470                             | Austria                   | Giappone           | Svezia                                 |
| Vela                 | Nacra 17                        | Italia                    | Argentina          | Nuova Zelanda                          |
| Vela                 | Formula Kite femminile          | Ellie Aldridge            | Lauriane Nolot     | Annelous Lammerts                      |

## 14ª giornata (9 agosto)
| Disciplina           | Evento                          | Oro                     | Argento                   | Bronzo                              |
| -------------------- | ------------------------------- | ----------------------- | ------------------------- | ----------------------------------- |
| Arrampicata sportiva | Boulder e Lead maschile         | Toby Roberts            | Sorato Anraku             | Jakob Schubert                      |
| Atletica leggera     | 400 metri piani femminili       | Marileidy Paulino       | Salwa Eid Naser           | Natalia Kaczmarek                   |
| Atletica leggera     | 400 metri ostacoli maschili     | Rai Benjamin            | Karsten Warholm           | Alison dos Santos                   |
| Atletica leggera     | 10000 metri piani femminili     | Beatrice Chebet         | Nadia Battocletti         | Sifan Hassan                        |
| Atletica leggera     | Staffetta 4×100 metri femminile | Stati Uniti             | Gran Bretagna             | Germania                            |
| Atletica leggera     | Staffetta 4×100 metri maschile  | Canada                  | Sudafrica                 | Gran Bretagna                       |
| Atletica leggera     | Eptathlon                       | Nafissatou Thiam        | Katarina Johnson-Thompson | Noor Vidts                          |
| Atletica leggera     | Getto del peso femminile        | Yemisi Ogunleye         | Maddison-Lee Wesche       | Song Jiayuan                        |
| Atletica leggera     | Salto triplo maschile           | Jordan Díaz             | Pedro Pichardo            | Andy Díaz                           |
| Break dance          | B-Girls                         | Ami Yuasa               | Dominika Banevič          | Liu Qingyi                          |
| Beach volley         | Torneo femminile                | Brasile                 | Canada                    | Svizzera                            |
| Calcio               | Torneo maschile                 | Spagna                  | Francia                   | Marocco                             |
| Canoa/kayak          | C1 1000 metri maschile          | Martin Fuksa            | Isaquias Queiroz          | Serghei Tarnovschi                  |
| Canoa/kayak          | C2 500 metri femminile          | Cina                    | Ucraina                   | Canada                              |
| Canoa/kayak          | K2 500 metri femminile          | Nuova Zelanda           | Ungheria                  | Germania Ungheria                   |
| Canoa/kayak          | K2 500 metri maschile           | Germania                | Ungheria                  | Australia                           |
| Ciclismo             | Americana femminile             | Italia                  | Gran Bretagna             | Paesi Bassi                         |
| Ciclismo             | Velocità maschile               | Harrie Lavreysen        | Matthew Richardson        | Jack Carlin                         |
| Ginnastica ritmica   | Concorso individuale femminile  | Darja Varfolomeev       | Borjana Kalejn            | Sofia Raffaeli                      |
| Hockey su prato      | Torneo femminile                | Paesi Bassi             | Cina                      | Argentina                           |
| Lotta                | Libera 57 kg femminile          | Tsugumi Sakurai         | Anastasia Nichita         | Helen Maroulis Hong Kexin           |
| Lotta                | Libera 57 kg maschile           | Rei Higuchi             | Spencer Lee               | Aman Sehrawat Gulomjon Abdullaev    |
| Lotta                | Libera 86 kg maschile           | Magomed Ramazanov       | Hassan Yazdani            | Aaron Brooks Dauren Kurugliev       |
| Nuoto                | Maratona 10 km maschile         | Kristof Rasovszky       | Oliver Klemet             | Dávid Betlehem                      |
| Pugilato             | Pesi mosca femminile            | Wu Yu                   | Buse Naz Çakıroğlu        | Nazym Kyzaibay Aira Villegas        |
| Pugilato             | Pesi welter femminile           | Imane Khelif            | Yang Liu                  | Janjaem Suwannapheng Chen Nien-chin |
| Pugilato             | Pesi welter maschile            | Asadkhuja Muydinkhujaev | Marco Verde               | Omari Jones Lewis Richardson        |
| Pugilato             | Pesi massimi maschile           | Lazizbek Mullojonov     | Loren Alfonso             | Enmanuel Reyes Davlat Boltaev       |
| Sollevamento pesi    | 71 kg femminile                 | Olivia Reeves           | Mari Sánchez              | Angie Palacios                      |
| Sollevamento pesi    | 89 kg maschile                  | Karlos Nasar            | Yeison López              | Antonino Pizzolato                  |
| Taekwondo            | 67 kg femminile                 | Viviana Márton          | Aleksandra Perišić        | Kristina Teachout Sarah Chaâri      |
| Taekwondo            | 80 kg maschile                  | Firas Katoussi          | Mehran Barkhordari        | Simone Alessio Edi Hrnic            |
| Tennistavolo         | Squadre maschile                | Cina                    | Svezia                    | Francia                             |
| Tuffi                | Trampolino 3 m femminile        | Chen Yiwen              | Maddison Keeney           | Chang Yani                          |
| Vela                 | Formula Kite maschile           | Valentin Bontus         | Toni Vodišek              | Maximilian Maeder                   |

## 15ª giornata (10 agosto)
| Disciplina           | Evento                           | Oro                 | Argento               | Bronzo                                      |
| -------------------- | -------------------------------- | ------------------- | --------------------- | ------------------------------------------- |
| Arrampicata sportiva | Boulder e Lead femminile         | Janja Garnbret      | Brooke Raboutou       | Jessica Pilz                                |
| Atletica leggera     | 100 metri ostacoli femminili     | Masai Russell       | Cyréna Samba-Mayela   | Jasmine Camacho-Quinn                       |
| Atletica leggera     | 800 metri piani maschili         | Emmanuel Wanyonyi   | Marco Arop            | Djamel Sedjati                              |
| Atletica leggera     | 1500 metri piani femminili       | Faith Kipyegon      | Jessica Hull          | Georgia Bell                                |
| Atletica leggera     | 5000 metri piani maschili        | Jakob Ingebrigtsen  | Ronald Kwemoi         | Grant Fisher                                |
| Atletica leggera     | Maratona maschile                | Tamirat Tola        | Bashir Abdi           | Benson Kipruto                              |
| Atletica leggera     | Staffetta 4×400 metri femminile  | Stati Uniti         | Paesi Bassi           | Gran Bretagna                               |
| Atletica leggera     | Staffetta 4×400 metri maschile   | Stati Uniti         | Botswana              | Gran Bretagna                               |
| Atletica leggera     | Lancio del giavellotto femminile | Haruka Kitaguchi    | Jo-Ane van Dyk        | Nikola Ogrodníková                          |
| Atletica leggera     | Salto in alto maschile           | Hamish Kerr         | Shelby McEwen         | Mutaz Essa Barshim                          |
| Break dance          | B-Boys                           | Philip Kim          | Danis Civil           | Victor Montalvo                             |
| Beach volley         | Torneo maschile                  | Svezia              | Germania              | Norvegia                                    |
| Calcio               | Torneo femminile                 | Stati Uniti         | Brasile               | Germania                                    |
| Canoa/kayak          | C1 200 metri femminile           | Katie Vincent       | Nevin Harrison        | Yarisleidis Cirilo                          |
| Canoa/kayak          | K1 500 metri femminile           | Lisa Carrington     | Tamara Csipes         | Emma Jørgensen                              |
| Canoa/kayak          | K1 1000 metri maschile           | Josef Dostál        | Ádám Varga            | Bálint Kopasz                               |
| Ciclismo             | Americana maschile               | Portogallo          | Italia                | Danimarca                                   |
| Ginnastica ritmica   | Concorso a squadre femminile     | Cina                | Israele               | Italia                                      |
| Golf                 | Torneo femminile                 | Lydia Ko            | Esther Henseleit      | Lin Xiyu                                    |
| Lotta                | Libera 62 kg femminile           | Sakura Motoki       | Iryna Koljadenko      | Aisuluu Tynybekova Grace Bullen             |
| Lotta                | Libera 74 kg maschile            | Razambek Zhamalov   | Daichi Takatani       | Kyle Dake Chermen Valiev                    |
| Lotta                | Libera 125 kg maschile           | Geno P'et'riashvili | Amir Hossein Zare     | Taha Akgül Giorgi Meshvildishvili           |
| Nuoto artistico      | Duo femminile                    | Cina                | Gran Bretagna         | Paesi Bassi                                 |
| Pallacanestro        | Torneo maschile                  | Stati Uniti         | Francia               | Serbia                                      |
| Pallamano            | Torneo femminile                 | Norvegia            | Francia               | Danimarca                                   |
| Pallanuoto           | Torneo femminile                 | Spagna              | Australia             | Paesi Bassi                                 |
| Pallavolo            | Torneo maschile                  | Francia             | Polonia               | Stati Uniti                                 |
| Pentathlon moderno   | Gara maschile                    | Ahmed El-Gendy      | Taishu Sato           | Giorgio Malan                               |
| Pugilato             | Pesi piuma femminile             | Lin Yu Ting         | Julia Szeremeta       | Esra Yıldız Nesthy Petecio                  |
| Pugilato             | Pesi piuma maschile              | Abdumalik Khalokov  | Munarbek Seitbek Uulu | Charlie Senior Javier Ibáñez                |
| Pugilato             | Pesi medi femminile              | Li Qian             | Atheyna Bylon         | Caitlin Parker Cindy Ngamba                 |
| Pugilato             | Pesi supermassimi maschile       | Bahodir Jalolov     | Ayoub Ghadfa          | Nelvie Tiafack Djamili-Dini Aboudou Moindze |
| Sollevamento pesi    | 81 kg femminile                  | Solfrid Koanda      | Sara Ahmed            | Neisi Dajomes                               |
| Sollevamento pesi    | 102 kg maschile                  | Liu Huanhua         | Akbar Djuraev         | Jaŭhen Cichancoŭ                            |
| Sollevamento pesi    | +102 kg maschile                 | Lasha T'alakhadze   | Varadzat Lalayan      | Gor Minasyan                                |
| Taekwondo            | +67 kg femminile                 | Althéa Laurin       | Svetlana Osipova      | Lee Dabin Nafia Kuş                         |
| Taekwondo            | +80 kg maschile                  | Arian Salimi        | Caden Cunningham      | Rafael Alba Cheick Sallah Cissé             |
| Tennistavolo         | Squadre femminile                | Cina                | Giappone              | Corea del Sud                               |
| Tuffi                | Piattaforma 10 m maschile        | Cao Yuan            | Rikuto Tamai          | Noah Williams                               |

## 16ª giornata (11 agosto)
| Disciplina         | Evento                 | Oro               | Argento             | Bronzo                                  |
| ------------------ | ---------------------- | ----------------- | ------------------- | --------------------------------------- |
| Atletica leggera   | Maratona femminile     | Sifan Hassan      | Tigist Assefa       | Hellen Obiri                            |
| Ciclismo           | Keirin maschile        | Harrie Lavreysen  | Matthew Richardson  | Matthew Glaetzer                        |
| Ciclismo           | Omnium femminile       | Jennifer Valente  | Daria Pikulik       | Ally Wollaston                          |
| Ciclismo           | Velocità femminile     | Ellesse Andrews   | Lea Friedrich       | Emma Finucane                           |
| Lotta              | Libera 65 kg maschile  | Kotaro Kiyooka    | Rahman Amouzad      | Sebastian Rivera Islam Dudaev           |
| Lotta              | Libera 76 kg femminile | Yuka Kagami       | Kennedy Blades      | Milaimys Marín Tatiana Rentería         |
| Lotta              | Libera 97 kg maschile  | Akhmed Tazhudinov | Givi Matcharashvili | Magomedkhan Magomedov Amir Ali Azarpira |
| Pallacanestro      | Torneo femminile       | Stati Uniti       | Francia             | Australia                               |
| Pallamano          | Torneo maschile        | Danimarca         | Germania            | Spagna                                  |
| Pallanuoto         | Torneo maschile        | Serbia            | Croazia             | Stati Uniti                             |
| Pallavolo          | Torneo femminile       | Italia            | Stati Uniti         | Brasile                                 |
| Pentathlon moderno | Gara femminile         | Michelle Gulyás   | Élodie Clouvel      | Seong Seung-min                         |
| Sollevamento pesi  | +81 kg femminile       | Li Wenwen         | Park Hye-jeong      | Emily Campbell                          |